# Methodist Church in the Caribbean and Americas

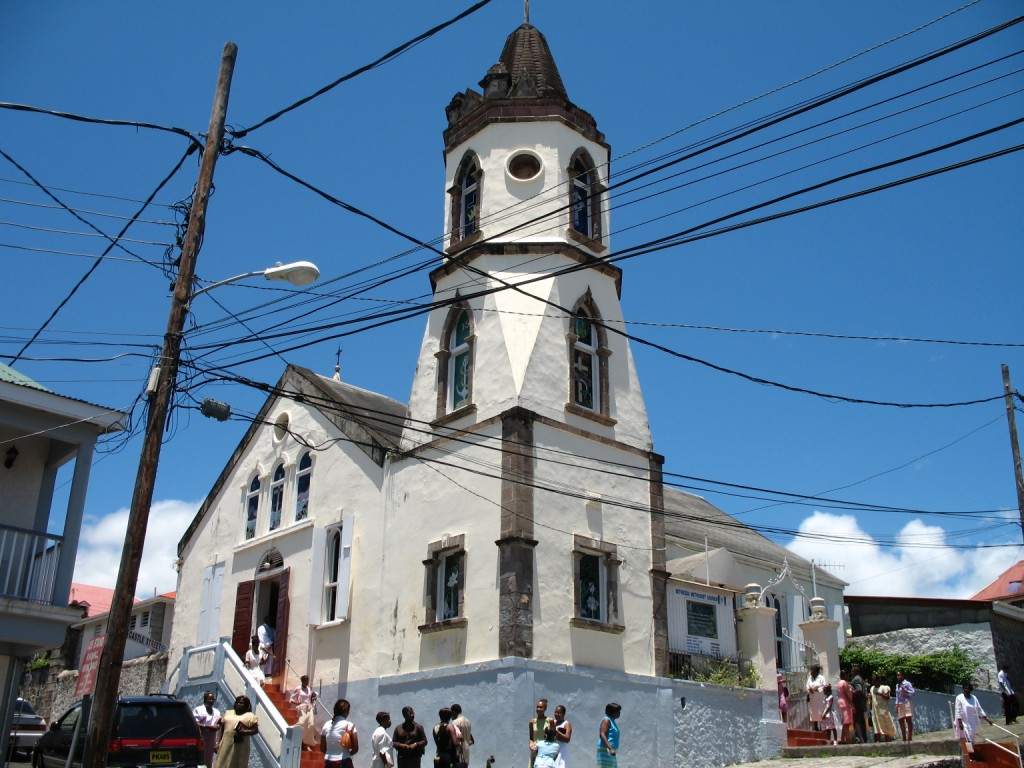
Bethesda Methodist Church in Roseau

Die Methodist Church in the Caribbean and Americas (deutsch: Methodistische Kirche in der Karibik und Lateinamerika) ist eine autonome Konferenz der Methodistischen Kirche  in der Karibik und Mittelamerika. Sie hatte 2006 etwa 62.000 Mitglieder.

## Geschichte
Die Anfänge des Methodismus gehen in das Jahr 1759 zurück, als der antiguanische Pflanzer Nathaniel Gilbert, Rechtsanwalt und Vorsitzender des Antiguan House of Assembly, von einer Englandreise zurückkehrte, auf der er John Wesley, den Begründer der methodistischen Glaubenspraxis, kennengelernt hat (daher auch Wesleyanische Kirche), und zu missionieren begann. Um 1774, als Gilbert starb, gab es etwa 200 Methodisten. 1778 kam der Prediger John Baxter nach Antigua, 1784 wurde er von der Baltimore Conference zum Vorsteher der Antiguanischen Methodisten ernannt. 1783 wurde in St. John’s die erste Methodistische Kapelle errichtet, sie hatte schon 2000 Plätze. In den 1780ern begann sich der Glauben auch auf die anderen Karibikinsel auszubreiten, so kamen 1786 weitere britische Pastoren nach Antigua, St. Kitts and St, Vincent.
Die Methodisten waren besonders in der Armenmission engagiert und nahmen sich der farbigen Sklaven an, während die anglikanische Church of England noch bis in das späte 19. Jahrhundert primär die Kirchen der Weißen Siedlerfamilien war, und die presbyterianische Church of Scotland die der Freibeuter. Der Anglikanismus zeigte auch nach Abschaffung der Sklaverei mancherorts noch länger Standesdünkel.
Besonderes Augenmerk der Methodisten lag auf Schulbildung, 1812 wurde im heutigen Bethesda (Antigua) die erste Schule für Sklavenkinder in der Karibik errichtet. Die Wesleyaner führten bis in das mittlere 20. Jahrhundert zahlreiche Dorfschulen.
Um 1850 etwa war der Methodismus in Antigua mit 3000 Anhängern hinter dem Anglikanismus (knapp 7000) und den Herrnhuter Brüdergemeinen (Moravian Church, knapp 5000) die drittgrößte Glaubensgemeinschaft.
1884 wurde zwei West Indian Conferences gebildet, und versucht, von der Methodist Church of Great Britain, die die Mutterkirche war, unabhängig zu werden.
Im Mai 1967 wurde eine autonome Methodistische Kirche für die Karibik und die angrenzenden Gebiete beider Amerikas gegründet. 1971 wurde das Seelsorgegebiet der Kirche in 8 Districts (Diözesen) aufgeteilt.  1973 beteiligten sich die Methodisten in der Karibik an der Gründung des Caribbean Conference of Churches (CCC). 1997 erfolgte eine Reform der Kirchenverfassung zur Stärkung der regionalen Strukturen.

## Organisation
Basis der Kirche sind die Congregations, die Kirchgemeinden der Gläubigen. Ministers (Pastor, Pfarrer, Amtstitel Reverend) betreuen meist mehrere Gemeinden. Im Prinzip sind die Gemeinden (älter Society) noch einmal in Zirkeln in der Art von Schulklassen organisiert (Methodist Class System), in denen besonders enger Kontakt gepflegt wird. Diese Form, die in die Frühzeit des Methodismus zurückgeht, wird heute kaum mehr praktiziert.
Die unterste administrative Ebene bilden die Circuits (Kirchensprengel), denen ein Superintendent, einer der Pastoren, seelsorgerisch vorsteht. Verwaltungsgremien sind Circuit Pastoral Council und Circuit Council.
Leiter der 8 Districts ist ein District President (was etwa einem Bischof entspricht). Leitungsorgan ist die District Conference.
Die Gesamtkirche wird analog von einer gemeinsamen Konferenz geleitet, der Connexional Conference als Oberhaupt der Kirche, der ein Connexional President vorsteht. Aktuell ist das Rev. George MacD. Mulrain.
Die Konferenz ist paritätisch von Laien und Klerikern besetzt. Der Connexional Council ist ausübendes Organ.
Derzeit hat die Methodist Church in the Caribbean and Americas 700 Congregations und um die 170 Pastoren.

### Liste der Districts
- Ang. … Angehörige (entspricht nicht der Mitgliederzahl)
- S/C … Stations / Circuits
- Seit … Beginn der Mission

| Conference                                       | Länder                                                                               | Ang.   | Sitz             | S/C   | Seit              |
| ------------------------------------------------ | ------------------------------------------------------------------------------------ | ------ | ---------------- | ----- | ----------------- |
| Bahamas/Turks and Caicos Islands District (BTCI) | Bahamas, Turks- und Caicosinseln                                                     |        |                  | 09/08 |                   |
| Belize/Honduras District                         | Belize, Honduras                                                                     |        |                  | 07/07 |                   |
| Guyana District                                  | Guyana                                                                               | 20.000 | Georgetown       | 06    |                   |
| Haiti District (Eglise Méthodiste d’Haiti)       | Haiti                                                                                | 30.000 |                  | 11    | 1817              |
| Jamaica District                                 | Jamaika                                                                              | 60.000 | Kingston         | 33/27 | 1789              |
| Leeward Islands District                         | Antigua und Barbuda, Dominica, Frankreich, Niederlande, St. Kitts und Nevis, USA, UK |        | St. John’s (ATG) | 16/15 | 1759/60 (Antigua) |
| Panama/Costa Rica District                       | Panama, Costa Rica                                                                   | 11.000 |                  | 05/05 | um 1820 (Panama)  |
| South Caribbean District                         | Barbados, Grenada, St. Lucia, St. Vincent und die Grenadinen, Trinidad und Tobago    |        | Bridgetown (BRB) | 11/10 | 1787 (St.Vincent) |

## Aktivitäten
Die Kirche ist heute primär in der örtlichen Seelsorge tätig, seit das Führen von Schulen durch den Ausbau des staatlichen Schulwesens im Raum weggefallen ist.
Sie ist mit der Evangelisch-methodistischen Kirche (United Methodist Church) und der United Church of Canada in den USA eng verbunden. Sie ist in der Ökumene engagiert und im World Methodist Council (WMC, Weltrat methodistischer Kirchen) vertreten, und seit 1967 im World Council of Churches (Ökumenischen Rat der Kirchen, WCC/ÖRK).